# Thân vương quốc Serbia
Thân vương quốc Serbia (tiếng Serbia: Књажество Србија, chuyển tự Knjažestvo Srbija) là một quốc gia tự trị ở vùng Balkan ra đời sau Cách mạng Serbia, tồn tại từ năm 1804 đến năm 1817.[2] Việc thành lập nó được đàm phán đầu tiên thông qua một thỏa thuận bất thành văn giữa Miloš Obrenović, lãnh đạo Cuộc nổi dậy người Serbia lần thứ hai, và quan chức của Đế quốc Ottoman là Marashli Ali Pasha. Tiếp theo là hàng loạt văn bản pháp luật do chính quyền trung ương Ottoman ban hành vào năm 1828, 1829 và cuối cùng là 1830—Hatt-i humayun. Nền độc lập trên thực tế của nó diễn ra sau đó vào năm 1867, sau cuộc di tản của quân Ottoman còn lại khỏi Pháo đài Belgrade và đất nước; nền độc lập của nó được quốc tế công nhận vào năm 1878 bởi Hiệp ước Berlin. Năm 1882, thân vương quốc được nâng lên thành vương quốc.
Thân vương quốc Serbia trải qua 5 đời Thân vương cai trị, trong đó có 4 nhà cai trị đến từ triều đại Obrenović và 1 người đến từ triều đại Karađorđević. Việc tranh giành quyền cai trị giữa 2 gia tộc này bắt đầu từ sau cái chết của Karađorđe của gia tộc Karađorđević, lãnh đạo tối cao của cuộc nổi dậy Serbia lần thứ nhất, ông ấy bị ám sát bởi Miloš Obrenović người sau này trở thành thân vương đầu tiên của Serbia. Con trai của Karađorđević là Alexander Karađorđević được bầu lên ngai vàng Serbia và trở thành vị thân vương đầu tiên của triều đại Karađorđević vào năm 1842, không dừng lại ở đó, ngai vàng của Serbia liên tục thay đổi chủ giữa 2 gia tộc này cho đến thời Petar được bầu lên ngai vàng thì gia tộc Karađorđević mới hoàn toàn nắm quyền cho đến khi chế độ quân chủ bị bãi bỏ.

## Lịch sử
Các lãnh đạo cuộc cách mạng người Serbia— đầu tiên Karađorđe và sau đó là Miloš Obrenović — đã thành công trong việc đưa Serbia thoát khỏi ách thống trị kéo dài hàng trăm năm của người Thổ. Người Thổ công nhận quốc gia này vào năm 1830 trong một văn bản có tên là Hatt-i Sharif, và Miloš Obrenović trở thành Hoàng thân (knjaz) thừa kế Thân vương quốc Serbia.
Thuở đầu, Thân vương quốc chỉ bao gồm lãnh thổ của Pashaluk of Belgrade, nhưng trong khoảng thời gian 1831–33 nước này mở rộng về phía đông, nam và tây. Ngày 18 tháng 4 năm 1867 chính quyền Ottoman ra lệnh cho quân đội Ottoman rút khỏi pháo đài Belgrade, nơi được xem là đại diện cho sự thống trị của người Ottoman từ năm 1826 ở Serbia. Điều kiện duy nhất cho sự chuyển giao này là lá cờ Ottoman phải tiếp tục được cắm cùng cờ Serbia ở pháo đài. Ngày độc lập trên thực tế của Serbia được tính từ sự kiện này. Một hiến pháp mới vào năm 1869 tuyên bố Serbia là một quốc gia độc lập. Serbia sau đó mở rộng hơn nữa về phía đông nam vào năm 1878, khi mà nền độc lập của nước này khỏi đế quốc Ottoman được công nhận quốc tế tại Hiệp ước Berlin. Thân vương quốc này tồn tại cho đến năm 1882 khi được nâng tầm lên thành Vương quốc Serbia.

## Lịch sử chính trị

### Tự trị
- Công ước Akkerman (7 tháng 10 năm 1826), một hiệp ước được lập giữa Đế quốc Nga và Đế quốc Ottoman, với mục 5 về Serbia: tự quản, và trả lại đất đai bị lấy đi trong năm 1813, người Serb cũng được trao quyền tự do di chuyển trong các vùng của Đế quốc Ottoman. Rejected by Mahmud II in 1828.
- 1829 Hatišerif
- 1830 Hatišerif
- 1833 Hatišerif

## Người trị vì
Thân vương quốc được cai quản bởi nhà Obrenović, trừ khoảng thời gian của Hoàng thân Aleksandar thuộc nhà Karađorđević. Các Hoàng thân Miloš và Mihailo Obrenović lên ngôi 2 lần.
| Chân dung | Tên                     | Sinh                      | Mất                      | Từ                        | Đến                       | Ghi chú |  |
| --------- | ----------------------- | ------------------------- | ------------------------ | ------------------------- | ------------------------- | ------- |  |
|           | Miloš Obrenović I       | ngày 17 tháng 3 năm 1780  | ngày 26 tháng 9 năm 1860 | ngày 6 tháng 11 năm 1817  | ngày 25 tháng 6 năm 1839  |         |  |
|           | Milan Obrenović II      | ngày 21 tháng 10 năm 1819 | ngày 8 tháng 7 năm 1839  | ngày 25 tháng 6 năm 1839  | ngày 8 tháng 7 năm 1839   |         |  |
|           | Mihailo Obrenović III   | ngày 16 tháng 9 năm 1823  | ngày 10 tháng 6 năm 1868 | ngày 8 tháng 7 năm 1839   | ngày 14 tháng 9 năm 1842  |         |  |
|           | Aleksandar Karađorđević | October 11. 1806          | May 3. 1885              | ngày 14 tháng 9 năm 1842  | ngày 23 tháng 12 năm 1858 |         |  |
|           | Miloš Obrenović I       | ngày 17 tháng 3 năm 1780  | September 1860           | ngày 23 tháng 12 năm 1858 | ngày 26 tháng 9 năm 1860  |         |  |
|           | Mihailo Obrenović III   | ngày 16 tháng 9 năm 1823  | ngày 10 tháng 6 năm 1868 | ngày 26 tháng 9 năm 1860  | ngày 10 tháng 6 năm 1868  |         |  |
|           | Milan Obrenović IV      | ngày 22 tháng 8 năm 1854  | ngày 11 tháng 2 năm 1901 | ngày 10 tháng 6 năm 1868  | ngày 6 tháng 3 năm 1882   |         |  |

## Hình ảnh

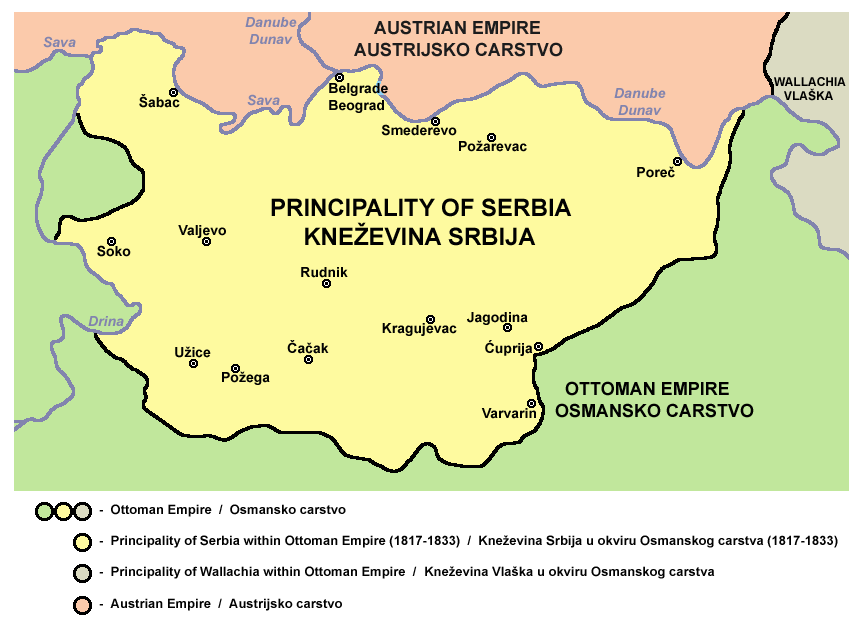
Công quốc Serbia vào năm 1817
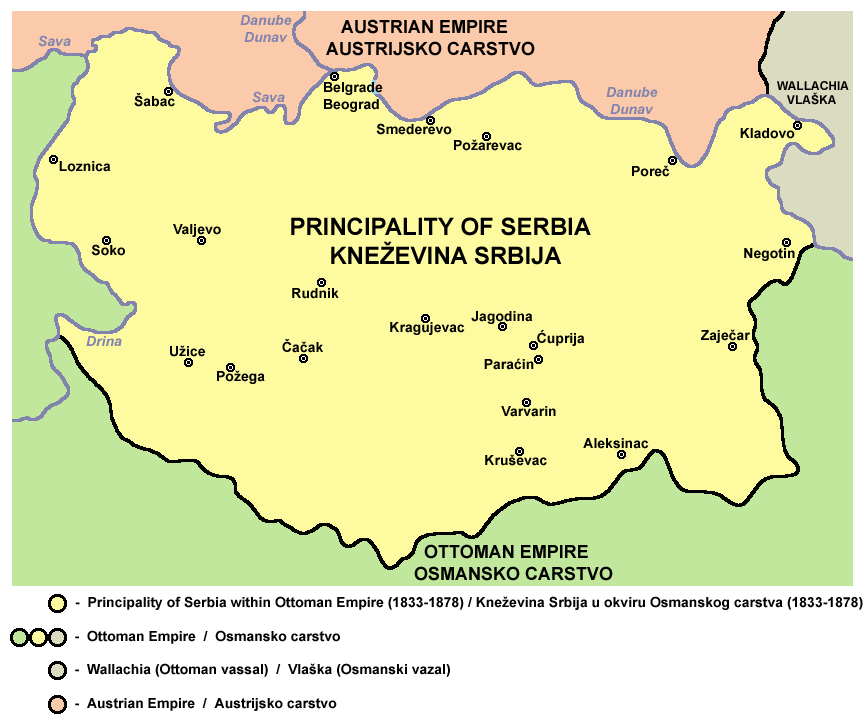
Công quốc Serbia vào năm 1833
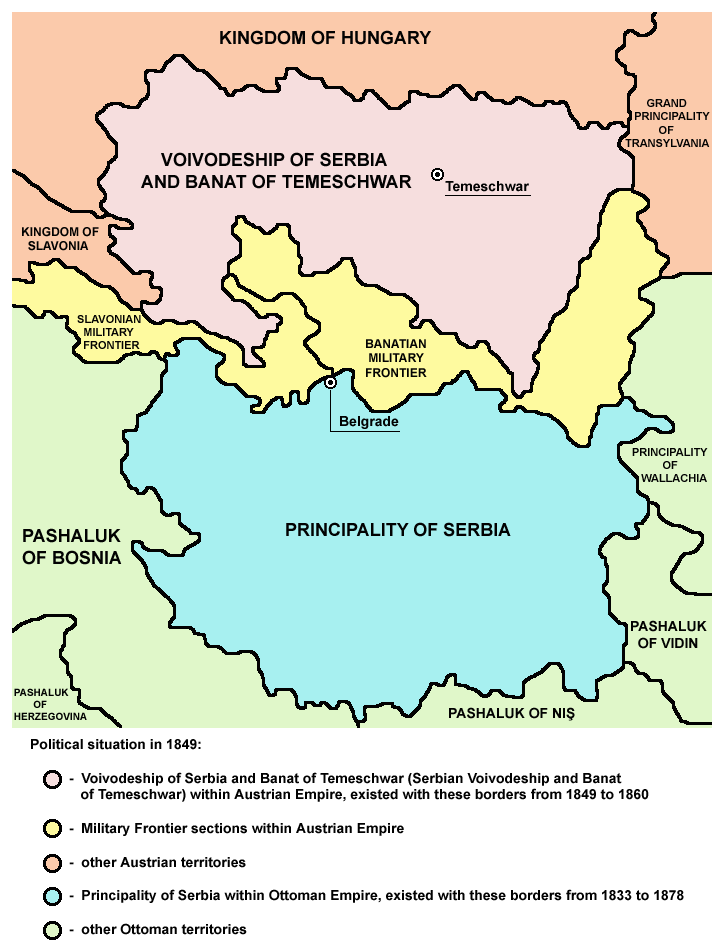
Công quốc Serbia khoảng thời gian 1833-1878

### Ngôn ngữ khác
- Bataković, Dušan T., biên tập (2005). Histoire du peuple serbe [History of the Serbian People] (bằng tiếng Pháp). Lausanne: L'Age d'Homme. ISBN 9782825119587.
- Milićević, Milan (1876). Кнежевина Србија: географија, орографија, хидрографија, топографија, аркеологија, историја, етнографија, статистика, просвета, култура, управа.
- Jovan Ristić (1898). Diplomatska istorija Srbije za vreme srpskih ratova za oslobođenje i nezavisnost: Drugi rat 1875-1878. Slovo ljubve.
- Катић, Бојана Миљковић. Пољопривреда Кнежевине Србије:(1834-1867): Agriculture of the Principality of Sebia (1834-1867). Vol. 65. Istorijski institut, 2014.
- Mrđenović, Dušan, biên tập (1988). "Устави и владе Кнежевине Србије". Устави и владе Кнежевине Србије, Краљевине Србије, Краљевине СХС и Краљевине Југославије (1835-1941). Belgrade: Nova knj.
- Јагодић, Милош. Насељавање Кнежевине Србије: 1861-1880: Settlement of the Princedom of Serbia: 1861–1880. Vol. 47. Istorijski institut, 2004.
- Katić, Bojana Miljković. "Сеоско професионално занатство Кнежевине Србије (1834-1866)." Историјски часопис 62 (2013): 309–329.
- Stranjaković, Dragoslav. Politička propaganda Srbije u jugoslovenskim pokrajinama: 1844-1858 godine. Štamparija Drag. Gregorića, 1936.
- Stranjaković, Dragoslav. Jugoslovenski nacionalni i državni program Kneževine Srbije iz 1844 god. Srpska manastirska štamparija, 1931.
- Stranjaković, Dragoslav., 1932. Srbija pijemont južnih slovena, 1842–1853. Nar. štamparija.
- Petrović, V., and N. Petrović. "Građa za istoriju Kneževine Srbije, vreme prve vlade kneza Miloša Obrenovića." Beograd, knjiga prva 1821 (1815).
- Nikolić, Dragan K. Izvori i priroda krivičnog prava Kneževine Srbije u vreme pripreme krivičnog zakona. 1988.
- Arsić, M. "Crkvene matične knjige u propisima Kneževine Srbije." Arhivski pregled 1.4 (2000): 52–5.
- Leovac, Danko Lj. Србија и Русија за време друге владавине кнеза Михаила:(1860-1868). Diss. Универзитет у Београду, Филозофски факултет, 2014.
- Slavenko Terzić; Slavko Gavrilović (1992). Srbija i Grčka: (1856-1903) : borba za Balkan. Istorijski institut. ISBN 9788677430030.
- Недељко, В. "AUTONOMY OF THE ORTHODOX CHURCH IN THE PRINCIPALITY OF SERBIA AND THE ARONDATION OF THE EPISCOPACIES (1831-1836)." Istraživanja: Journal of Historical Researches 25 (2016): 233–248.
- Popović, Radomir J. "Пројект Устава Србије Матије Бана из 1846. године." Мешовита грађа 34 (2013): 149–171.
- Ђорђевић, Тихомир. "Насељавање Србије, за време прве владе кнеза Милоша Обреновића (1815-1839)." Гласник Српског географског друштва 5 (1921): 116–139.
- Маринковић, Мирјана, and Терзић Славенко. Турска Канцеларија Кнеза Милоша Обреновића, 1815–1839. Историјски институт САНУ, 1999.
- Кандић, Љубица. "Делатност скупштина за време прве владе Милоша Обреновића." Анали Правног факултета у Београду 1 (1961).
- Radoš Ljušić (1986). Кнежевина Србија (1830-1839). Srpska akademija nauka i umetnosti. ISBN 9788670250253.